# Strangford
Strangford (dal norreno Strangr-fjǫrðr, cioè "fiordo forte"; in gaelico irlandese Baile Loch Cuan; in Lingua gaelica scozzese Strangfurd) è un piccolo villaggio all'estremità verso il mare aperto del fiordo Strangford Lough, nella contea di County Down, in Irlanda del Nord. Al censimento del 2001 contava 474 abitanti.
Dalla parte opposta del fiordo vi è un altro villaggio, Portaferry, unito a Strangford da una linea di traghetti. Il villaggio ha un suo piccolo porto, sul quale si affacciano file di cottage del XIX secolo. Nel territorio comunale sorge il settecentesco castello Ward.